# 美國陸軍國家博物館
美國陸軍國家博物館（英語：National Museum of the United States Army）是介紹美國陸軍歷史的官方博物館，位於美國首都華盛頓哥倫比亞特區郊外。美國陸軍博物館的目標是紀念美國陸軍士兵、保存陸軍歷史並教育公眾了解陸軍在美國歷史中的作用。美國陸軍於2020年4月16日宣布，由於COVID-19大流行，該博物館將推遲開放。美國陸軍國家博物館之後於2020年11月11日正式開放。
美國陸軍國家博物館位於維吉尼亞州貝爾沃堡，佔地84英畝，距離華盛頓哥倫比亞特區以南20英里。博物館於2016年9月破土動工。
該博物館主樓面積約185000平方英尺，展示美國陸軍軍事歷史中心的精選藏品。該設施外面是一個擁有花園和閱兵廣場的公園。其中包括用於舉辦儀式、講座和聚會的空間。